# Uzbekistan
La República de l'Uzbekistan o simplement l'Uzbekistan és un estat de l'Àsia central. Limita al nord amb el Kazakhstan, al nord-oest amb la mar d'Aral, a l'est amb el Kirguizstan i el Tadjikistan i al sud, en un curt tram de frontera, amb l'Afganistan, i amb el Turkmenistan.

## Etimologia
El nom «Uzbekistan» apareix al segle XVI (Haydar Mirza). L'origen de la paraula uzbek continua sent discutit. Existeixen tres punts de vista sobre l'adjectiu que acompanya -stan (en la família de les llengües indoiranianes: «lloc de»):
1. «lliure», «independent» o «propi mestre/líder» que requereix una amalgama de uz (llengües turqueses: «propi»), bek («mestre» o «líder»)[2]
2. Epònim després d'Oghuz Khagan, també conegut com Oghuz Beg[2]
3. Una contracció d' Uğuz, abans Oğuz, és a dir, Oghuz (tribu), amalgamat amb bek «oguz -líder».[3]

Tots tres tenen la síl·laba mitjana/fonema associada amb el mot turc bei.
El nom del país s'escriu sovint com «Ўзбекистон» en ciríl·lic uzbek o «Узбекистан» en rus durant el domini soviètic.

## Medi ambient

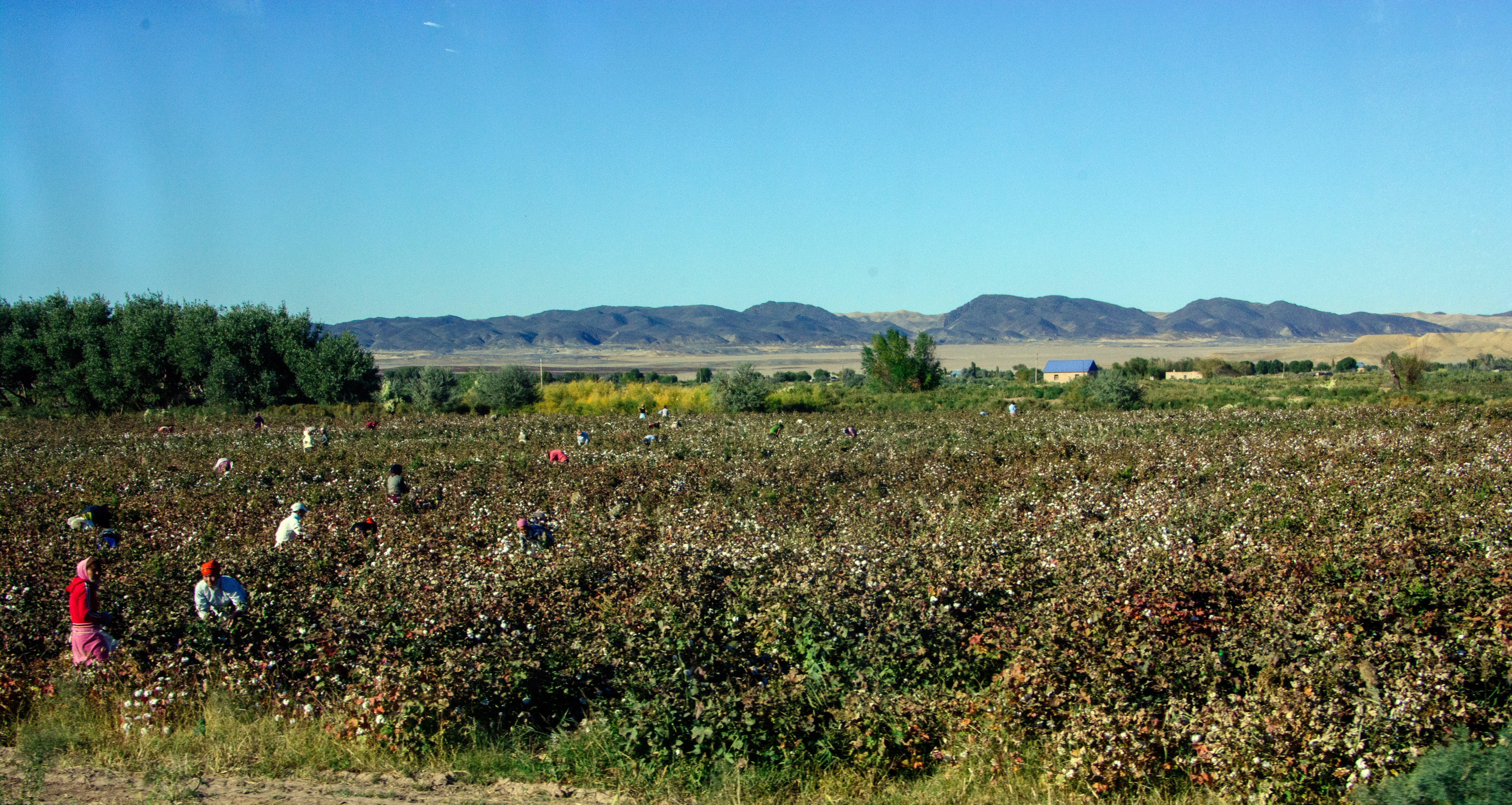
Recollida de cotó a prop de Kyzyl-Kala, Karakalpakistan

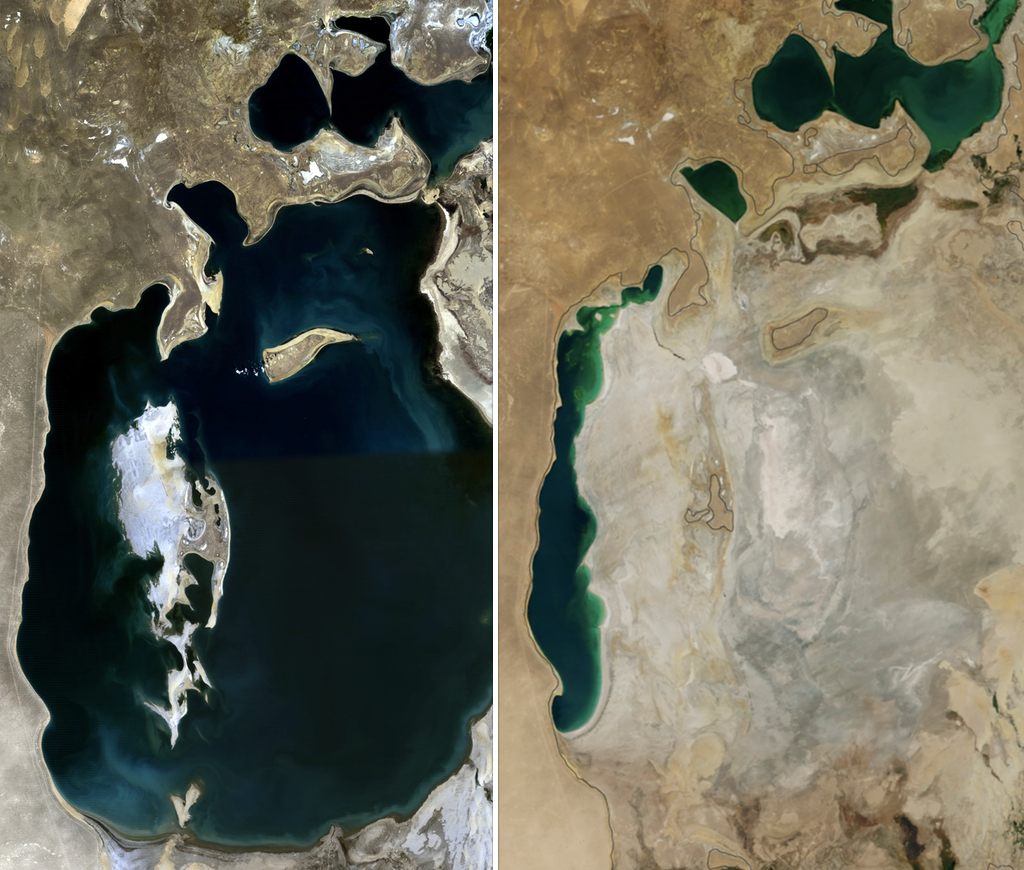
Comparació del mar d'Aral entre 1989 i 2014

L'Uzbekistan té un entorn natural ric i divers. No obstant això, dècades de polítiques soviètiques en la recerca d'una major producció de cotó han donat lloc a un escenari catastròfic, on la indústria agrícola és el principal contribuent a la contaminació i la devastació tant de l'aire com de l'aigua al país.
El mar d'Aral era el quart mar interior més gran de la Terra, humidificant l'aire circumdant i irrigant les terres àrides. Des de la dècada de 1960, quan va començar l'ús excessiu de l'aigua del mar d'Aral, s'ha reduït al voltant del 10% de la seva àrea antiga i s'ha dividit en parts, amb només la part sud de l'estret lòbul occidental del mar d'Aral Sud romanent a l'Uzbekistan. Gran part de l'aigua era, i es continua utilitzant, per al reg de camps de cotó, un cultiu que necessitava una gran quantitat d'aigua per créixer.
A causa de la pèrdua del mar d'Aral, l'elevada salinitat i la contaminació del sòl amb elements pesants estan especialment estesos al Karakalpakistan, la regió de l'Uzbekistan adjacent al mar d'Aral. La major part dels recursos hídrics del país s'utilitza per a l'agricultura, que representa gairebé el 84% de l'ús d'aigua i contribueix a una alta salinitat del sòl. L'ús intensiu de pesticides i fertilitzants per al cultiu del cotó agreuja encara més la contaminació del sòl.

Mapa de zones inundades com a conseqüència de l'enfonsament de l'embassament de Sardoba

Segons el PNUD (Programa de les Nacions Unides per al Desenvolupament), la gestió del risc climàtic a l'Uzbekistan hauria de tenir en compte la seva seguretat ecològica.

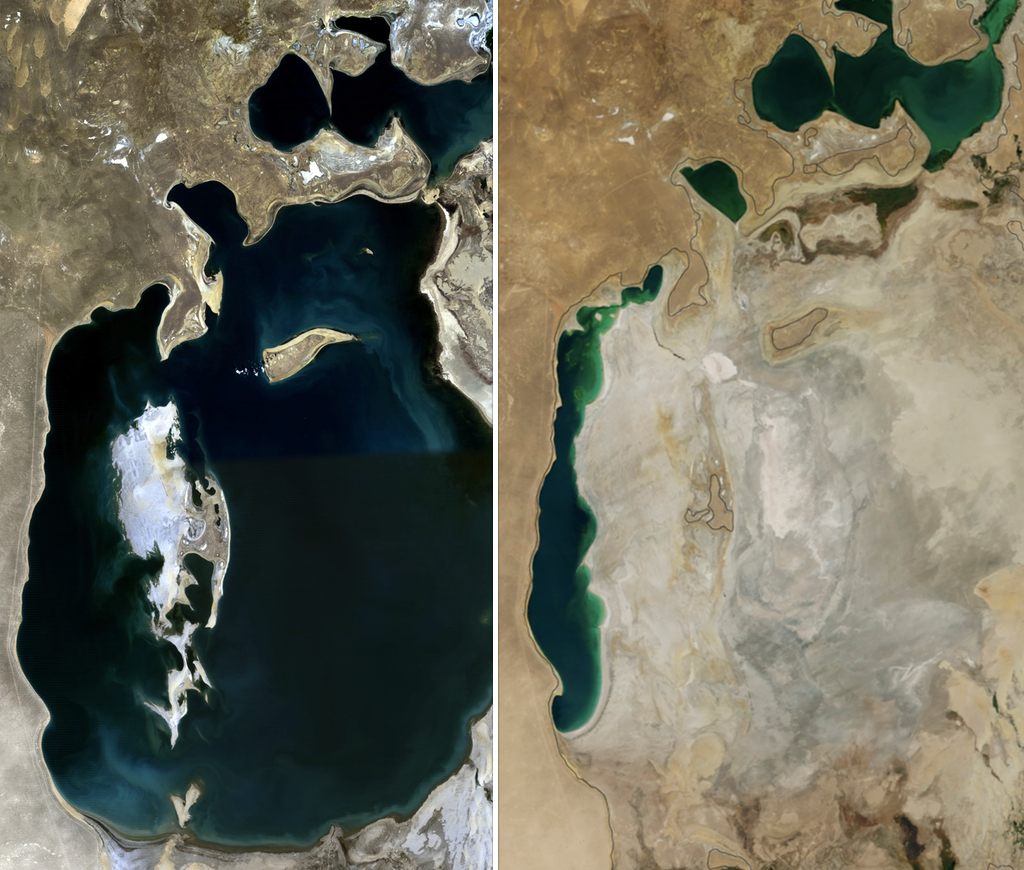
Comparació del mar d'Aral entre 1989 i 2014

S'han descobert nombrosos jaciments de petroli i gas al sud del país.

## Govern i drets humans
Les organitzacions no governamentals de drets humans, com IHF, Human Rights Watch, Amnistia Internacional, així com el Departament d'Estat dels Estats Units i el Consell de la Unió Europea, defineixen Uzbekistan com «un estat autoritari amb drets civils limitats» i expressen profunda preocupació per «la violació a gran escala de
pràcticament tots els drets humans bàsics». Segons els informes, les violacions més esteses són la tortura, les detencions arbitràries i diverses restriccions de llibertats: de religió, d'expressió i premsa, de lliure associació i reunió. També s'ha informat que l'esterilització forçada de dones rurals uzbekes ha estat sancionada pel govern. Els informes sostenen que les violacions es cometen més sovint contra membres d'organitzacions religioses, periodistes independents, activistes pels drets humans i activistes polítics, inclosos membres dels partits d'oposició prohibits. A partir de l'any 2015, els informes sobre violacions dels drets humans a l'Uzbekistan indicaven que les violacions continuaven sense cap millora. La Freedom House ha classificat constantment l'Uzbekistan a la part inferior del seu rànquing de Freedom in the World des de la fundació de l'estat el 1991. A l'informe del 2018, Uzbekistan era un dels 11 pitjors estats en matèria de drets polítics i llibertats civils.
La Massacre d'Andidjan, que va provocar la mort de diversos centenars de persones, és considerada per molts com un esdeveniment històric en la història dels abusos als drets humans a l'Uzbekistan. S'ha expressat preocupació i s'ha sol·licitat una investigació independent dels fets pels Estats Units, la Unió Europea, les Nacions Unides, el president de l'OSCE i l'Oficina per a l'OSCE, Institucions Democràtiques i Drets Humans.
El govern d'Uzbekistan està acusat d'exterminar la vida humana i de negar als seus ciutadans la llibertat de reunió i d'expressió. El govern rebutja amb vehemència les acusacions, sostenint que només va dur a terme una operació antiterrorista, exercint només la força necessària. A més, alguns funcionaris afirmen que «s'ha declarat una guerra informativa sobre l'Uzbekistan» i les violacions dels drets humans a Andidjan són inventades pels enemics d'Uzbekistan com a pretext convenient per intervenir en els afers interns del país. L'homosexualitat és il·legal a l'Uzbekistan. La pena va des d'una multa fins a 3 anys de presó.
S'estima que hi ha 1,2 milions d'esclaus moderns a l'Uzbekistan, la majoria treballa en la indústria del cotó. El govern suposadament obliga els empleats de l'estat a recollir cotó durant els mesos de tardor. Els préstecs del Banc Mundial s'han relacionat amb projectes que utilitzen treball infantil i pràctiques de treball forçat en la indústria del cotó.

### Evolucions recents
Islom Karimov va morir el 2016 i la majoria considera que el seu successor Shavkat Mirziyoyev està seguint un camí menys autocràtic, augmentant la cooperació amb les ONG de drets humans, programant l'abolició de visats de sortida a l'estil soviètic el 2019, i la reducció de condemnes per determinades faltes.
L'informe d'Amnistia Internacional sobre l'estat per al període 2017-2018 va trobar algunes mesures repressives restants i la manca d'estat de dret per erradicar l'esclavitud moderna. El febrer de 2020, les Nacions Unides van anunciar que l'Uzbekistan havia fet un «progrés important» en l'eliminació del treball forçat en la collita de cotó, ja que el 94% dels recol·lectors treballaven voluntàriament.

## Història
Durant segles, l'actual territori de l'Uzbekistan va formar part de l'Imperi persa intermitentment. Abans de l'arribada gradual d'invasors turcs, l'àrea va estar poblada per escites i pobles de parla persa i ètnia iraniana, que encara conformen una gran minoria a l'Uzbekistan i són anomenats actualment tadjiks. Des de l'edat moderna, els emirats en què es dividia el país (Bukharà, Samarcanda i d'altres) van ser estats tampó entre les aspiracions perses i xineses, i posteriorment russes.
Al segle xix, l'Imperi rus va començar a expandir-se i a annexar-se diversos territoris de l'Àsia central. El període del Gran Joc es considera generalment que es va iniciar el 1813 i es va prolongar fins a la Convenció Anglo-Russa del 1907. Al començament del segle xix l'Índia britànica i les regions remotes de la Rússia tsarista estaven separades per uns 3.000 km. Gran part d'aquest territori no constava en els mapes de l'època.
Després de la Revolució Bolxevic, el territori de l'Uzbekistan va passar a formar part de la Unió Soviètica i, finalment, es va crear la República Socialista Soviètica de l'Uzbekistan.
L'1 de setembre del 1991, l'Uzbekistan va declarar la independència amb reticències. Mentre que les repúbliques bàltiques duien la lluita per la independència, els estats de l'Àsia central li tenien por. Les forces centrífugues que van trencar la Unió van ser més febles a l'Àsia central. Després de l'intent de cop d'estat de l'agost del 1991, tots els líders de l'Àsia central creien que la Unió podria ser preservada d'alguna manera. En aquell mateix any, la república va passar a formar part de la Comunitat d'Estats Independents.

## Política
Constitucionalment, el Govern de l'Uzbekistan estableix la separació de poders, la llibertat d'expressió i la democràcia representativa. En realitat, l'executiu deté gairebé tot el poder. El poder judicial no destaca per la seva independència i el Parlament, que es reuneix solament uns quants dies a l'any, té poc de poder per a donar forma a les lleis.
El president escull i reemplaça els governadors provincials.
En el marc del referèndum del desembre del 1995, el primer mandat de Karimov va ser prorrogat. Un altre referèndum nacional va tenir lloc el 27 de gener del 2002 per a, de nou, prorrogar el seu mandat. El referèndum es va aprovar i el mandat de Karimov va ser estès per una llei del Parlament fins al desembre del 2007.
La majoria d'observadors internacionals van declinar participar en el procés i no van reconèixer els resultats, rebutjant-los per no reunir els estàndards bàsics.
El referèndum del 2002 també incloïa un pla per a crear un Parlament bicameral. L'edifici que ha d'albergar aquest parlament està actualment en construcció. Les eleccions per al nou Parlament bicameral van tenir lloc el 26 de desembre però cap candidat o partit opositor veritablement independent va tenir l'oportunitat de participar-hi. La missió d'observació limitada de l'OSCE va concloure que les eleccions tot just van arribar als estàndards internacionals per a unes eleccions democràtiques.
Diversos partits polítics han estat formats amb l'aprovació del Govern, però no han mostrat encara interès per defensar alternatives a la política del govern. Similarment, encara que s'han establert múltiples mitjans de comunicació (ràdio, TV, premsa), aquests també es troben sota el control del govern i rarament tracten temes polítics.
Es va permetre als partits polítics independents la seva creació, el reclutament, i la possibilitat de celebrar convencions i conferències de premsa, però se'ls ha denegat la possibilitat de registre sota uns procediments de registre restrictius.
El 28 de març i l'1 d'abril del 2004 es van perpetrar atemptats terroristes a Taixkent i Bukharà. Encara no s'ha esclarit qui va cometre els atacs. La reacció del govern als atacs, fins al moment, no s'ha dut a terme.

## Subdivisió administrativa
L'Uzbekistan es divideix en 12 províncies (vilotayi), una ciutat (shahri) i una república autònoma (respublikasi):
| Divisions administratives de l'Uzbekistan | 1. Taixkent (ciutat) 2. Província d'Andijan 3. Província de Bukharà 4. Província de Fergana 5. Província de Dllizaks 6. Província de Namangan 7. Província de Navoiy 8. Província de Kaixkadar 9. Província de Samarcanda 10. Província del Sirdarià 11. Província de Surjandarin 12. Província de Taixkent 13. Província de Coràsmia 14. Karakalpakistan (república autònoma) |

## Geografia

Mapa de l'Uzbekistan

L'Uzbekistan és un estat sense litoral, però sí que té accés directe a un mar interior: el mar d'Aral.

## Medi ambient
Uzbekistan té un entorn natural ric i divers. Tanmateix, dècades de polítiques soviètiques qüestionables en recerca d'una major producció de cotó s'han traduït en un escenari catastròfic amb la indústria agrícola del país, que és el principal contribuent a la contaminació i la devastació de l'aire i l'aigua.
El mar d'Aral era el quart mar interior més gran de la Terra, actuant com un factor que influïa en la humitat de l'aire i l'ús de terres àrides. Des de la dècada del 1960, dècada en què va començar el mal ús de l'aigua del mar d'Aral, s'ha reduït a menys del 50% de la seva extensió original i una disminució triple del seu volum. A causa del problema del mar d'Aral, l'alta salinitat i la contaminació del sòl amb elements pesants són especialment estesos a Karakalpakstan, la regió de l'Uzbekistan al costat del mar d'Aral. El gruix dels recursos hídrics del país s'utilitza per a l'agricultura, que representa gairebé el 84% de l'ús de l'aigua i contribueix a l'alta salinitat del sòl. L'ús intensiu de pesticides i fertilitzants per al cultiu del cotó agreuja encara més la contaminació del sòl.
L'Uzbekistan també ha estat centre d'activitat sísmica, com ho demostren el terratrèmol d'Andidjan de 1902, el terratrèmol de la vall de Fergana de 2011 i el terratrèmol de Taixkent de 1966.
Un col·lapse de la presa de l'embassament de Sardoba el maig del 2020 va inundar moltes terres de conreu i molts pobles. La devastació es va estendre a zones dins del veí Kazakhstan.

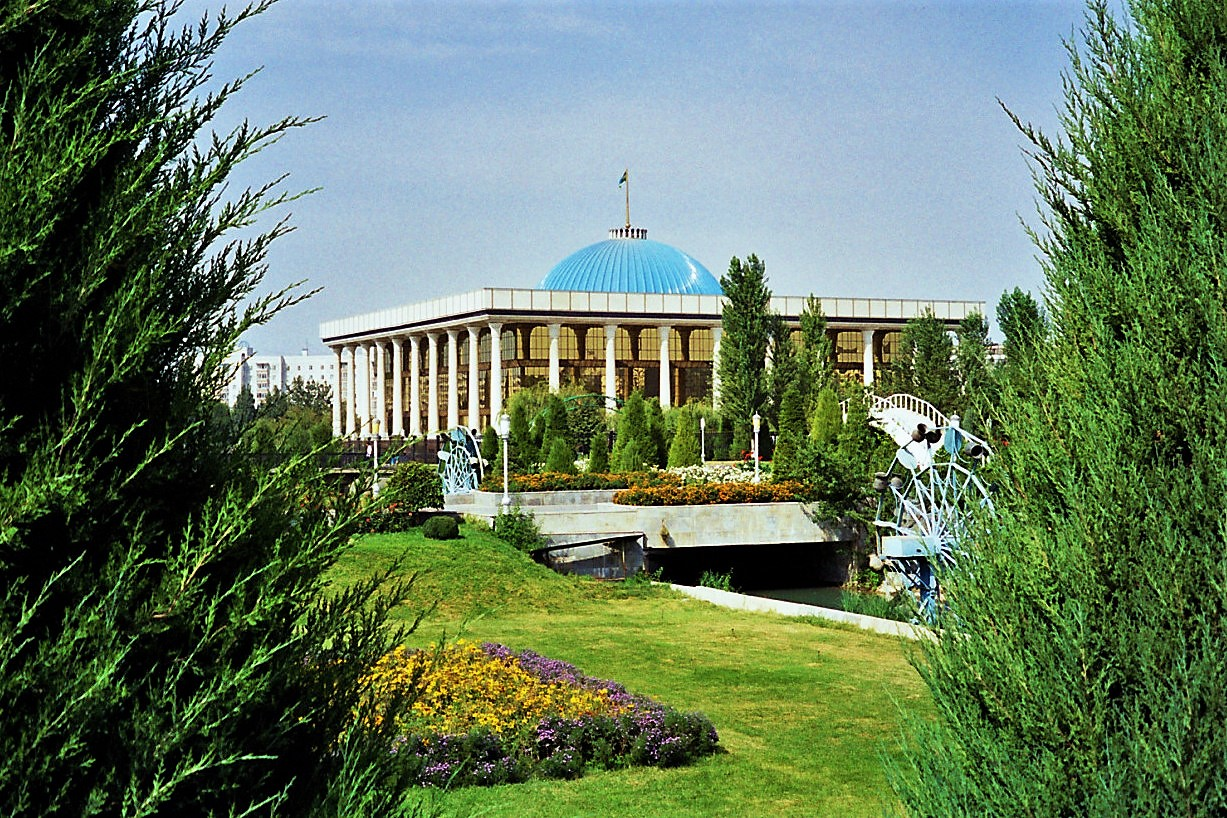
La Cambra Legislativa d'Uzbekistan (Cambra Baixa)

## Economia
Les principals exportacions són el cotó, l'or, el gas natural, fertilitzants minerals, metalls ferrosos, productes tèxtils i vehicles de motor.
Ingrés anual per càpita: 420 USD (Banc Mundial, 2003).

## Demografia
L'Uzbekistan és el país més poblat de l'Àsia central. Els seus 25 milions d'habitants, concentrats al sud, són gairebé la meitat de la població total de la regió. L'Uzbekistan havia estat una de les repúbliques més pobres de la Unió Soviètica; gran part de la seva població va dedicar-se al cultiu del cotó en comunitats rurals petites. La població continua sent fortament rural i depenent del cultiu per a la seva alimentació. Els uzbeks hi són el grup ètnic dominant. Altres grups ètnics inclouen els russos 5,5%, els tadjiks 5%, els coreans 4,7%, els kazakhs 3%, els karakalpaks 2,5%, i els tàrtars 1,5%. La població és en un 88% sunnita i en un 9% cristiana ortodoxa oriental. L'uzbek és l'idioma estatal oficial; no obstant això, el rus és la llengua oficial de facto per a la comunicació interètnica, inclòs gran part d'ús quotidià en el comerç i govern.

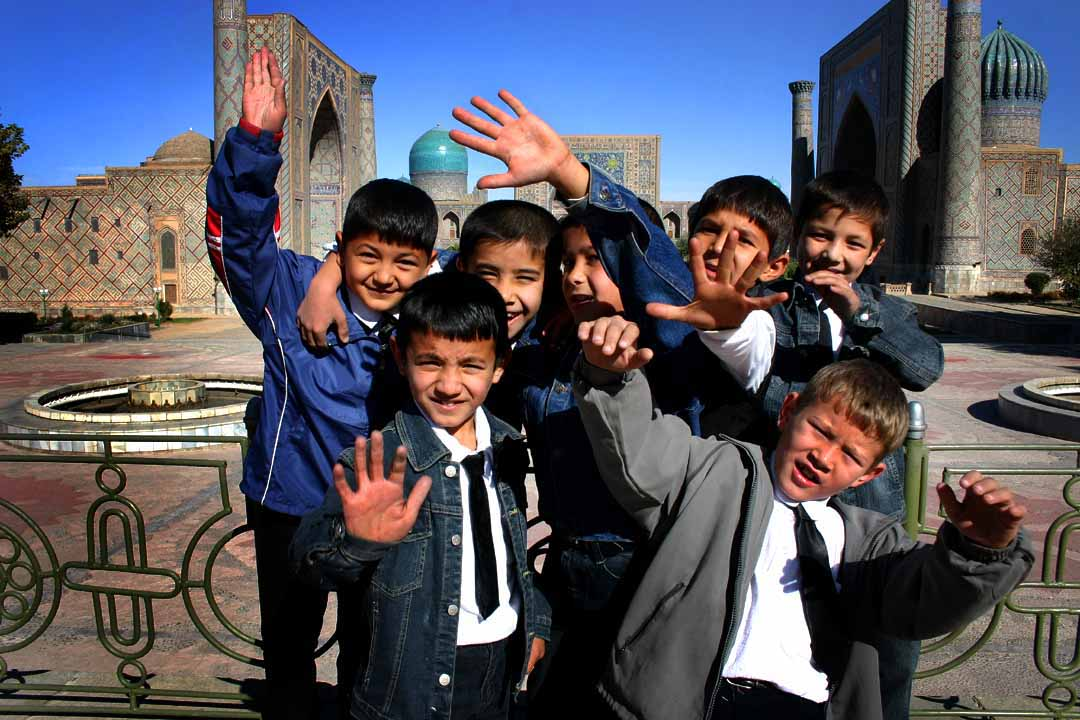
Nens a Samarcanda, ciutat declarada Patrimoni de la Humanitat l'any 2001

El sistema educatiu ha arribat a un 99,3% d'alfabetització, i l'edat mitjana d'escolarització per a homes i dones és d'onze anys. No obstant això, a causa de restriccions pressupostàries i a altres problemes de transició seguits del col·lapse de la Unió Soviètica, textos i altres materials escolars, mètodes d'ensenyament, i institucions educatives estan desfasades, són inadequades i estan escassament cuidades. A més, la proporció de persones en edat escolar va baixar. Encara que el govern està preocupat per aquestes qüestions, el pressupost roman força ajustat. D'igual manera en l'àmbit de la salut, l'esperança de vida és alta, però després del desmembrament de la Unió Soviètica, els recursos de la salut han declinat, i la qualitat, accessibilitat i eficiència van minvar.